# Tibor Nyilasi
Tibor Nyilasi (Várpalota, 18 de enero de 1955) es un exfutbolista y exentrenador húngaro. Como futbolista ocupaba la demarcación de centrocampista.

## Carrera internacional
Nyilasi fue internacional con la selección de fútbol de Hungría, con la que disputó 70 partidos y marcó 32 goles.
Disputó con Hungría la Copa Mundial de Fútbol de 1978 y la Copa Mundial de Fútbol de 1982.

## Clubes

### Como jugador
| Club               | País    | Año       |
| ------------------ | ------- | --------- |
| Ferencvárosi T. C. | Hungría | 1972-1983 |
| FK Austria Viena   | Austria | 1983-1988 |

### Como entrenador
| Club                | País    | Año       |
| ------------------- | ------- | --------- |
| Ferencvárosi T. C.  | Hungría | 1990-1994 |
| Ferencvárosi T. C.  | Hungría | 1997-1999 |
| Hungría (asistente) | Hungría | 2014-2015 |

## Palmarés

### Como jugador
| Título              | Club               | País    | Año  |
| ------------------- | ------------------ | ------- | ---- |
| Copa de Hungría     | Ferencvárosi T. C. | Hungría | 1974 |
| Nemzeti Bajnokság I | Ferencvárosi T. C. | Hungría | 1976 |
| Copa de Hungría     | Ferencvárosi T. C. | Hungría | 1976 |
| Copa de Hungría     | Ferencvárosi T. C. | Hungría | 1978 |
| Nemzeti Bajnokság I | Ferencvárosi T. C. | Hungría | 1981 |
| Bundesliga          | FK Austria Viena   | Austria | 1984 |
| Bundesliga          | FK Austria Viena   | Austria | 1985 |
| Bundesliga          | FK Austria Viena   | Austria | 1986 |
| Copa de Austria     | FK Austria Viena   | Austria | 1986 |

### Como entrenador
| Título              | Club               | País    | Año  |
| ------------------- | ------------------ | ------- | ---- |
| Copa de Hungría     | Ferencvárosi T. C. | Hungría | 1991 |
| Nemzeti Bajnokság I | Ferencvárosi T. C. | Hungría | 1992 |
| Copa de Hungría     | Ferencvárosi T. C. | Hungría | 1993 |
| Copa de Hungría     | Ferencvárosi T. C. | Hungría | 1994 |

### Consideraciones individuales
| Distinción                                 | Año  |
| ------------------------------------------ | ---- |
| Máximo goleador de la Nemzeti Bajnokság I  | 1981 |
| Bota de Plata europea                      | 1981 |
| Máximo goleador de la Copa de la UEFA      | 1984 |
| Máximo goleador de la Bundesliga austriaca | 1984 |